# Xi'an KJ-600
De Xi'an KJ-600 is een Chinese AWACS voor op de Fujian en de Type 004-vliegdekschepen van de Marine van het Volksbevrijdingsleger.

## Eigenschappen
Een model is gezien op het oefenvliegdekschip te Wuhan.
Hij lijkt op de E-2 Hawkeye.
Twee WJ-6-turboprops met zes bladen drijven de KJ-600 aan.
De KJ-600 heeft vier kielvlakken.
Op de rug staat een active electronically scanned array (AESA)-radar. 
Hij kan Amerikaanse Lockheed Martin F-22 Raptor en F-35 Lightning II detecteren ondanks hun stealtheigenschappen.

## Testvluchten
Op 29 augustus 2020 vloog hij voor het eerst.
Tests gingen verder in 2021.
In oktober 2021 is een prototype in de lucht gezien bij de testsite te Xi'an.
Eind 2023 zijn volgens Gu Min Chul  intensieve tests uitgevoerd met 4 tot 6 prototypes.

## Gevolgen
Rick Joe schreef in The Diplomat dat AWACS die van een vliegdekschip opstijgen en erop landen essentieel zijn voor elke carrier airwing.
H. I. Sutton gelooft dat de KJ-600 de Marine van het Volksbevrijdingsleger zal versterken.